# Acroceras sambiranense
Acroceras sambiranense là một loài thực vật có hoa trong họ Hòa thảo. Loài này được A.Camus mô tả khoa học đầu tiên năm 1950.